# Integrativ didaktik
Inom integrativ didaktik är avsikten att teoretiskt och praktiskt sammanföra å ena sidan det särskilda ämnesinnehållet och å andra sidan de mer övergripande ambitioner som kännetecknar undervisning i formella utbildningssystem som skola och högskola. Samtidigt som lärandet avser ett visst ämneskunnande, till exempel matematik eller historia, kan till detta kopplas en viss värdegrund som bildning eller demokratisk fostran. Varken ämneskunnande eller fostran/bildning kan då ses som överordnat, så att det ena antas vara ensidigt beroende av det andra, utan ”båda delarna” ska snarare uppfattas som internt förenade och därför i behov av en samtidig och ömsesidig bearbetning i praktiken. Den integrativa didaktiken överger på så sätt konventionella uppdelningar mellan ämnes- och allmändidaktik.
Den integrativa didaktiken har under 2000-talet utvecklats vid Växjö universitet med inriktning mot en kommunikativt och diskursivt hållen syn på didaktiken. Särskilt intresse har riktats mot en modell för ”didaktisk bildning” där undervisning och lärande uppfattas som en intersubjektivt och kulturellt grundad ömsesidighet mellan lärare och elever. Anknytande kunskapsbegrepp har därmed breddats för att möjliggöra en integration av kunskapsbildning och meningsskapande. 